# Kemzeke
Kemzeke est une section de la commune belge de Stekene située en Région flamande dans la province de Flandre-Orientale.

## Histoire
Le nom Kemzeke remonte étymologiquement à Camasiacum, un toponyme gallo-romain qui fait référence aux possessions d'une personne autrement inconnue, Camasius. Quelques découvertes archéologiques de cette période sont venues confirmer cette présence.
En 1117, le comte Thierry d'Alsace choisit d'établir sa propre paroisse à Kemzeke, distincte de Waasmunster. De cette façon, il pouvait facilement rejoindre l'église depuis son château, situé près du hameau de Trompe, au nord du centre du village. Ce château était l'un des nombreux relais de chasse des comtes de Flandre. Le château a disparu, mais à proximité du site on trouve le pavillon de chasse, le Voorhouthoeve et le nom du domaine Burchtakker. La ferme fut longtemps habitée par les seigneurs de Voorhoute. Le château fut détruit en 1452 par les citoyens de la ville de Gand lors de leur conflit avec le comte de Flandre.
Vers 1315, le comte Robrecht III de Béthune fit creuser le Stekense Vaart ou canal de Stekene (nl), reliant le Moervaart à Stekene et Hulst en Zélande. Cela permettait de transporter des matières premières telles que la brique, la tourbe, le bois et le lin entre Hulst et Gand. Le canal est tombé en désuétude, mais de grandes parties sont encore visibles dans le paysage entre Stekene et la frontière néerlandaise.